# Никольское-на-Черемшане
Никольское-на-Черемшане — село в Мелекесском районе Ульяновской области России. Административный центр Николочеремшанского сельского поселения.

## География
Село расположено в 33 км к юго-западу от Димитровграда, на берегу Черемшанского залива Куйбышевского водохранилища, в окружении сосновых и смешанных лесов.

## Название
Названо по реке Черемшан, протекавшей рядом с селом до 1956 года и по названию большой местной Никольской церкви.

## История

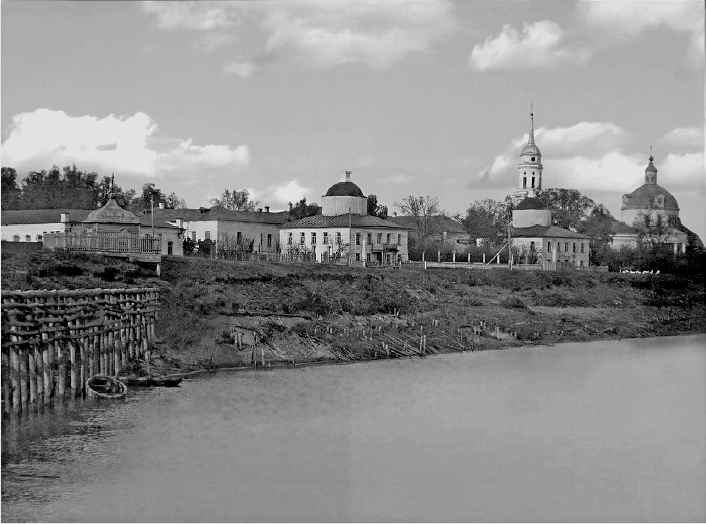
Село Никольское-на-Черемшане (фото 1900).

Краеведы утверждают, что поселения здесь были ещё во времена Волжской Булгарии (8—13 вв. нашей эры). Остатки булгарских городищ есть и в окрестностях Ерыклинска, и в окрестностях Никольского. Именно в районе современного Никольского-на-Черемшане переплавлялось через реку Черемшан посольство Багдадского халифата во главе с учёным и писателем Ибн Фадланом, которое продвигалось в столицу Волжской Булгарии в 922 году.Село Никольское-на-Черемшане (фото 1900)
Село было основано в 1653 году, как укреплённый пункт на Закамской засечной черте, боярином Одоевским.
В 1705 году сподвижник Петра I А. Д. Меншиков сделал Никольское-на-Черемшане своей вотчиной, приписав к ней все близлежащие деревни: Грязнуху, Мулловку, Золотарёвку, Красный Яр, Архангельское Городище и другие. После отстранения от власти Меньшикова в 1727 году его владения перешли к Антону Девиеру, верному сподвижнику Петра I, который по доносу Меньшикова был необоснованно обвинен в государственной измене и сослан в Сибирь. Через два года он скончался, а его сын генерал-поручик П. А. Дивьер продал Никольское помещику М. А. Яковлеву, который в 1759 году перепродал его офицеру Оренбургского гарнизона А. Ф. Дурасову. Состоя в родственных связях с известными промышленниками Твердышевым и Мясниковым, помещик Дурасов построил в селе суконную фабрику, литейный завод, а его сын Николай Алексеевич Дурасов (в 1785 г.) завёл оркестр и крепостной театр.
В октябре 1768 года здесь побывал путешественник П. С. Паллас.
В 1773—1774 гг. в селе был опорный пункт войск Емельяна Пугачева.
В 1780 году село Никольское Черемшан тож, при реке Черемшане, помещичьих крестьян жило 529 ревизских душ.
В 1785 году Николай Алексеевич Дурасов перевёз театр из Симбирска в село Никольское-на-Черемшане. В огромную, с каменными флигелями, манежем, с садом-парком и оранжереями, усадьбу съезжалась вся симбирская знать. Дурасов слыл большим хлебосолом, и считалось невозможным проехать мимо Никольского. Так, в 1798 году усадьбу Дурасова посетила семья Аксаковых с будущим известным писателем Сергеем Тимофеевичем Аксаковым.
В 1794 году в селе Никольское-на-Черемшане на средства бригадира Николая Алексеевича Дурасова, по проекту Ивана Еготова, была построена и освящена новая Казанско-Богородицкая церковь. Двухпрестольная, во имя Казанской Божией Матери и Николая Чудотворца; здание и колокольня каменные. Закрыта в 1933 году, взорвана в 1955 году.
После Н. В. Дурасова имением владел Обресков Николай Васильевич.

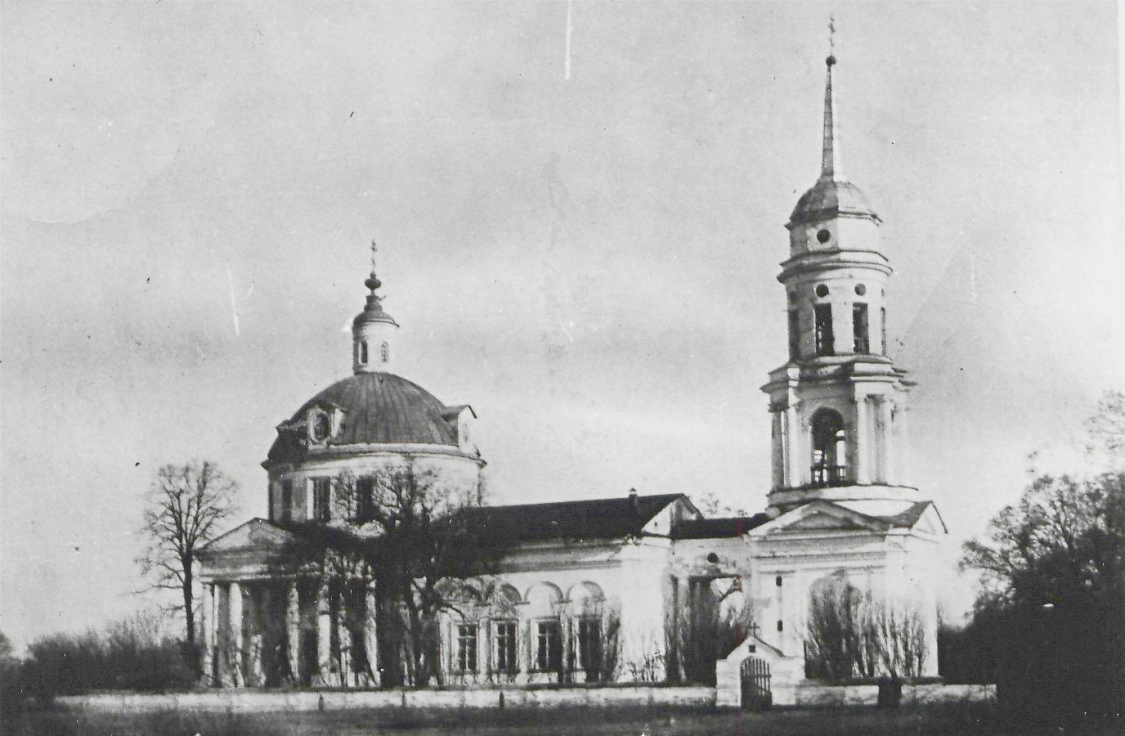
Казанско-Богородицкая церковь.

В 1820 году село купила мать писателя Соллогуба В. А. Софья Ивановна (1791—1854), (в девичестве Архарова, дочь И. П. Архарова), который неоднократно бывал в селе у матери. Управляющий имением у неё был Василий Ильич Григорович (отец будущего писателя Д. В. Григоровича). А с 1849 по ноябрь 1850 года, оставив службу, Владимир Александрович жил в имении уже со своей семьёй (жена — Софья Михайловна Виельгорская (1820—1878), дочь графа М. Ю. Виельгорского) и дети: София (5 декабря 1841 — 19 мая 1850), Елизавета (1847—1932; замужем за А. А. Сабуровым), Аполлинария (11 августа 1849 — 12 апреля 1850). Возможно, смерти двух дочерей Софьи и Аполлинарии, послужило Соллогубу вернутся на службу. Последний раз писатель приезжал в Никольское летом 1881 года, незадолго до своей кончины.
Родственницей Григоровичей была Камилла Ле Дантю (Ивашева), отправившаяся в ссылку за мужем- декабристом В. П. Ивашевым. Которые, и Ивашев, и Ле Дантю неоднократно бывали в Никольском и жила здесь.
В сентябре 1833 года проездом в Оренбург здесь останавливался А. С. Пушкин.
В 1859 году в селе Черемшан (Никольское), при речке Черемшан ((Большой Черемшан), ныне, с 1956 г. — Куйбышевское водохранилище), в 312 дворах жило 1990 человек, была одна православная церковь, одна фабрика, базар, ярмарка.
В 1899 году была открыта земская больница. В 1908 году — сельская библиотека.
С 1900 по 1917 годы Никольским имением владел мелекесский купец первой гильдии, посадский голова Константин Григорьевич Марков.
В начале 1908 году выходцами из села был основан посёлок Кипрей.
В 1910 году выходцами из Никольского была основана деревня Лопата.
В 1929 году были организованы колхозы имени Дзержинского и «Путь Ленина». В декабре 1930 года основан промсовхозкомбинат «Ревподъём», обеспечивавший спиртзавод сырьём. В 1956 году этот комбинат объединили с Мулловским спиртоткормсовхозкомбинатом.
В 1928—1929 и 1935—1956 годах Никольское-на-Черемшане было центром Николо-Черемшанского района.
На 1930 год в Никольско-Черемшанский с/с входили: с. Никольское-на-Черемшане, Никольский совхоз, д. Лопата, с. Кротково-Городище, Кротковая мельница, Красный Яр.
В 1953—1956 гг., в связи с затоплением Куйбышевским водохранилищем, село было перенесено на новое место, а к нему были доприселены село Кротково-Городище и посёлок Ленинский.
Решением облисполкома от 30 ноября 1968 г. с. Никольское-на-Черемшане Мелекесского района отнесено к категории рабочих поселков с прежним наименованием и в связи с этим Николо-Черемшанский сельский Совет преобразован в Николо-Черемшанский поселковый Совет. Посёлок Лопата, обслуживаемый бывшим Николо-Черемшанским сельским Советом, передан в административное подчинение Николо-Черемшанскому поселковому Совету, не включая его в границы рабочего посёлка.
В 1968 году Никольское-на-Черемшане было отнесено к категории посёлков городского типа (рабочего посёлка).
В 2003 году рабочий посёлок был преобразован в село.
16.09.2015 года в селе прошёл фестиваль «Никольское-на-Черемшане — плодово-ягодная столица Ульяновской области».
В 2016 году Никольское-на-Черемшане официально объявили самой благоустроенной деревней Ульяновской области.

## Население
| 1859  | 1889  | 1897  | 1910  | 1970  | 1979  | 1989  |
| ----- | ----- | ----- | ----- | ----- | ----- | ----- |
| 1990  | ↗2254 | ↗2379 | ↗3089 | ↗3763 | ↘2762 | ↘2018 |
| 2002  | 2010  |       |       |       |       |       |
| ↘1984 | ↘1640 |       |       |       |       |       |

В 1910 году здесь было 680 дворов и проживали 3086 человек.

## Достопримечательности
- Родник «Рыбацкий»[36].
- Борок (остров) — памятник природы.
- Обелиск воинам Великой Отечественной войны (1970 г.)[37] (Памятник-обелиск 202 землякам, погибшим в Великой Отечественной войне)[23].
- Скульптурная композиция по повести Соллогуба В. А. «Тарантас», написанной в селе в 1845 году (открыт в 2015 г.)[2][38].
- Казанско-Богородицкая церковь (Никольское-на-Черемшане) (утрачена)

## Экономика
По данным Большой советской энциклопедии (на 1980 г.) в посёлке работал филиал Ульяновской трикотажной фабрики имени КИМ. Здесь находились: промкомбинат, два кирпичных завода, филиал трикотажной фабрики «Русь», рыболовецкая артель «За Родину», три школы, Дворец культуры, Дом детского творчества, Никольская церковь, участковая больница, пристань..
В настоящее время из всего действуют: рыбколхоз «За Родину!», детский сад, общеобразовательная школа, 3 сельхозпредприятия, филиал Мулловской участковой больницы, специальный дом для одиноких граждан пожилого возраста и инвалидов, Никольский храм, Николочеремшанский СДК, почтовое отделение, сберкасса, аптека, магазины.

## Транспорт
Село расположено в 45 км к юго-западу от железнодорожной станции Димитровград (на линии Ульяновск — Чишмы).
Ходит автобус 171 из Димитровграда.

## Известные уроженцы и жители села
- Николай Алексеевич Дурасов, с 1785 по 1800 гг. жил в селе.
- Соллогуб В. А., жил с семьёй с 1849 по 11.1850 гг.
- В 1822 году в Никольском-на-Черемшане родился русский писатель Д. В. Григорович, прожил в Никольском до 8 лет. В 1820 г. его отец В. И. Григорович женился на француженке Сидонии де Вармо(н), чья сводная сестра Камилла Ле Дантю была замужем за декабристом В. П. Ивашевым[40].
- Никольское-на-Черемшане — вторая родина кавалера трёх орденов Славы Семёнова Григория Трофимовича.
- Ковалёва Анастасия Васильевна — советский, партийный работник, училась в местной школе[41].
- Кузьмин Валентин Степанович — советский и российский тренер по легкой атлетике, заслуженный тренер РСФСР, жил и учился здесь[42].
- Цареградский Валентин Александрович (1902—1990) — советский геолог и государственный деятель. Начальник Геологоразведочного управления и заместитель начальника Главного управления строительства на Дальнем Севере НКВД СССР (Дальстроя). Герой Социалистического Труда.
- Дементьев Сергей Геннадьевич — генеральный директор «Авиастар-СП» (2010—2016), жил с семьёй в селе 5 лет[43].
- Рябчиков Андрей Тимофеевич (? —? с. Никольское-на-Черемшане) — участник Первой мировой войны, полный Георгиевский кавалер.
- Барашков Венедикт Фёдорович (1926—1997) — выпускник Никольской средней школы, кандидат филологических наук, профессор кафедры русского языка, в 1980‑е гг. декан историко-филологического факультета Ульяновского государственного педагогического института.

## Галерея

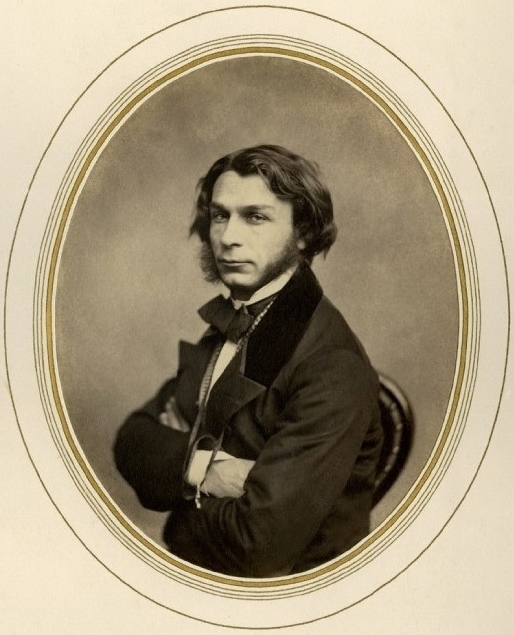
Д. В. Григорович в 1856 году
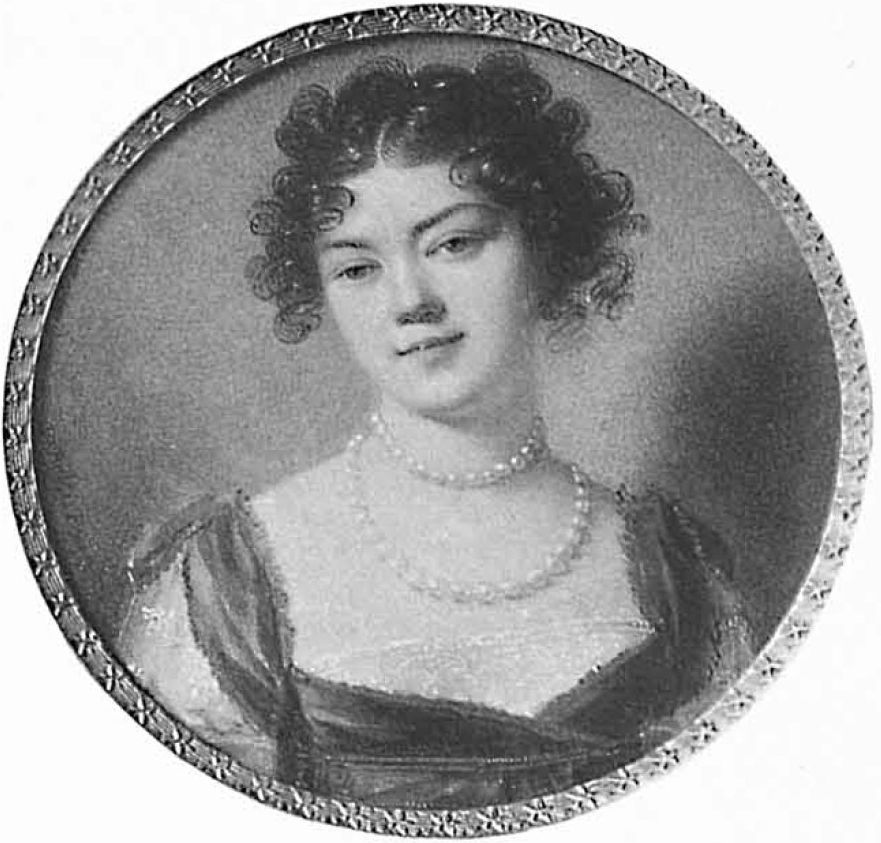
Графиня Софья Ивановна Соллогуб (1791-1854), мать писателя.
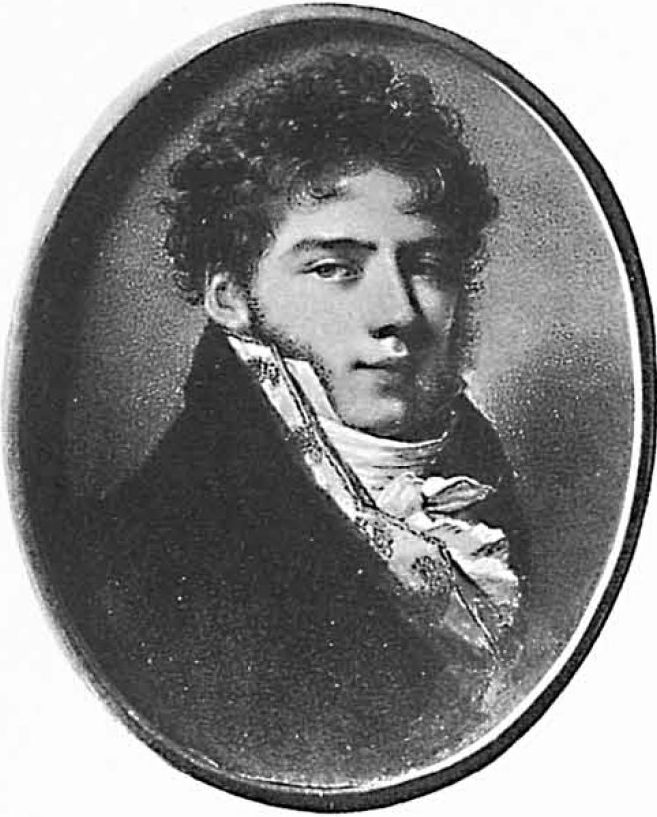
Граф Александр Иванович Соллогуб  в 1810 г., отец писателя.
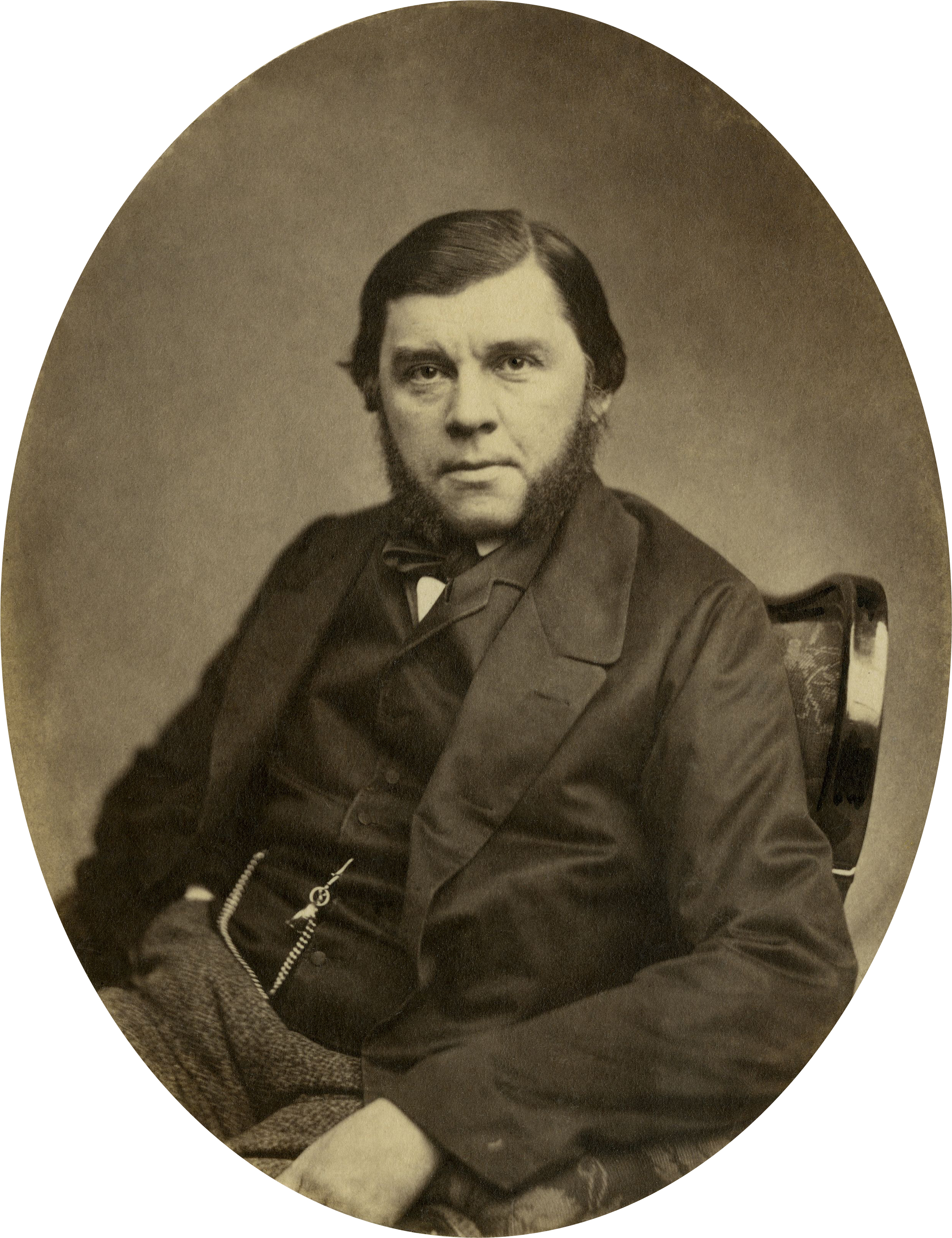
Соллогуб В. А. в 1856 году.
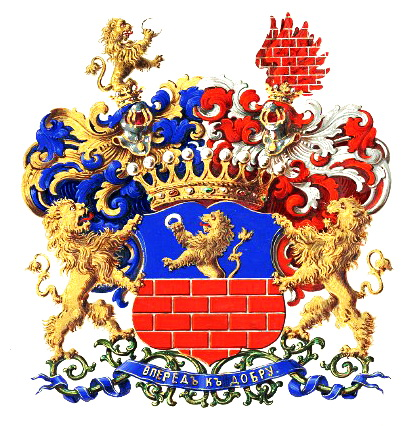
Родовой герб Соллогубы.
Герб  дворянского рода Дурасовых.